# Élections législatives vanuataises de 2020
Les Élections législatives vanuataises de 2020 ont lieu le 19 mars 2020 afin de renouveler pour quatre ans les cinquante-deux sièges du Parlement du Vanuatu. 
Comme lors des précédentes élections, celles de 2020 donnent lieu à un parlement particulièrement morcelé, près de vingt partis obtenant des sièges, dont onze n'en obtenant qu'un seul chacun. Le scrutin voit la victoire en termes de sièges des partis Terre et Justice, Vanua'aku Pati et du Mouvement de réunification pour le changement, qui obtiennent des résultats en hausse en termes de suffrages et de sièges. Bien qu'arrivé en tête des votes populaire, le Parti des dirigeants se positionne derrière eux en termes de sièges du fait du système électoral. 
En raison de la dispersion des voix, la formation d'une large coalition de partis est nécessaire en vue de la formation d'un gouvernement, une habitude dans le pays depuis les années 1990. Le 20 avril, le Parlement élit au poste de Premier ministre Bob Loughman, chef du Vanua'aku Pati et candidat de l'opposition parlementaire sortante.

## Contexte
Les élections législatives vanuataises de 2016 donnent comme à l'accoutumée un parlement sans majorité, aucun parti n'approchant de la majorité absolue des sièges. Les deux partis « historiques » (le Vanua'aku Pati de l'ancien Premier ministre Joe Natuman, et l'Union des partis modérés privé de son dirigeant Serge Vohor condamné pour corruption) talonnent le jeune parti Terre et Justice de Ralph Regenvanu, arrivé en tête. Le premier ministre et le chef de l'opposition sortants, Sato Kilman et Joe Natuman, conservent chacun leur siège de député.
Début février, ces trois partis arrivés en tête s'accordent en vue de former une coalition dirigée par Charlot Salwai, avec l'appui de plusieurs autres partis dont le Parti national unifié, la Confédération verte et Nagriamel. Ils s'entendent sur la nécessité de réformer le système politique afin d'empêcher les changements d'allégeance et les motions de défiance qui caractérisent la vie politique du pays depuis les années 1990. Un référendum constitutionnel visant à mettre en œuvre ces réformes est alors prévu pour le 4 juin 2019, mais des difficultés à voter son organisation conduisent à son report à une date indéterminée.

## Système électoral
Le Parlement du Vanuatu est un parlement unicaméral composé de 52 sièges pourvus pour quatre ans au vote unique non transférable dans dix huit circonscriptions électorales de un à sept sièges chacune. Les électeurs votent pour un seul candidat dans leur circonscription, et les candidats ayant reçu le plus de voix dans celle-ci sont élus à hauteur du nombre de sièges qui y sont à pourvoir. Lorsqu'un seul siège est en jeu, le vote prend de fait la forme d'un scrutin uninominal majoritaire à un tour,
Après l'élection, les nouveaux députés doivent choisir un nouveau premier ministre, ou bien renouveler leur confiance dans le premier ministre sortant, Charlot Salwai.
| Tafea-extérieures Torres Banks Malo Maewo Paama Sheperds-extérieures Tongoa | Luganville/Aore Ambrym Epi | Ambae | Effate Pentecost | Port Vila Santo | Tanna Malekula | Total |
| 1                                                                           | 2                          | 3     | 4                | 6               | 7              | 52    |

## Forces en présences
Le Premier ministre durant la législature 2015-2020 est Charlot Salwai, du parti Réunification des mouvements pour le changement, tandis que le chef de l'opposition parlementaire est Ishmael Kalsakau, de l'Union des partis modérés. Pour les élections de 2020, aucun des principaux partis ne présente de candidats dans plus de la moitié des circonscriptions.
Joe Natuman, chef du Vanua'aku Pati jusqu'en novembre 2018 et ancien Premier ministre, a été condamné en 2018 à deux ans d'inéligibilité pour entrave à l'exercice de la justice. La Commission électorale confirme le 10 mars 2020 qu'il n'est pas autorisé à se présenter à ces élections.
| Parti | Parti                                           | Dirigeant          | Circonscription      |
| ----- | ----------------------------------------------- | ------------------ | -------------------- |
|       | Terre et justice                                | Ralph Regenvanu    | Port Vila            |
|       | Union des partis modérés                        | Ishmael Kalsakau   | Port Vila            |
|       | Vanua'aku Pati                                  | Bob Loughman       | Tanna                |
|       | Parti national unifié                           | Ham Lini           | Pentecôte            |
|       | Nagriamel                                       | Havo Molisale      |                      |
|       | Réunification des mouvements pour le changement | Charlot Salwai     | Pentecôte            |
|       | Parti du développement national                 | Christopher Emelee | îles Banks et Torres |
|       | Parti progressiste populaire                    | Sato Kilman        | Malekula             |
|       | Parti travailliste                              | Joshua Kalsakau    | Éfaté                |
|       | Parti démocrate libéral                         | Willie Jimmy       | Port Vila            |

## Déroulement
Le vote est reporté au lendemain sur les îles d'Ambae et de Maewo où les conditions météorologiques empêchent l'acheminement du matériel nécessaire pour les bureaux de vote,,.
Les élections se tiennent en pleine pandémie de coronavirus qui oblige la plupart des pays organisant des scrutins à les reporter. Bien que le Vanuatu soit encore épargné par la contagion, le gouvernement recommande aux électeurs de se tenir à distance les uns des autres et à se désinfecter les mains lors du vote, tandis que les déplacements en provenance et à destination des pays touchés par plus d'une centaine de cas sont interdits. L'organisation du scrutin en lui même n'est cependant pas affecté.

## Résultats

### Résultats nationaux
Comme depuis les années 1990, ces élections produisent un parlement sans majorité très morcelé. Cinq partis ont au moins cinq députés ; le parti Terre et Justice du ministre sortant des Affaires étrangères, Ralph Regenvanu, termine en tête en matière de sièges. Aucune femme n'est élue. Deux anciens premiers ministres, Ham Lini et Sato Kilman, sont battus dans leurs circonscriptions respectives de Pentecôte et de Malekula, :
| Partis                    | Partis                                           | Voix    | %     | +/-           | Sièges | +/-           |
| ------------------------- | ------------------------------------------------ | ------- | ----- | ------------- | ------ | ------------- |
|                           | Parti des dirigeants                             | 17 992  | 12,49 | 10,32         | 5      | 4             |
|                           | Vanua'aku Pati                                   | 17 460  | 12,12 | 0,21          | 7      | 1             |
|                           | Mouvement de réunification pour le changement    | 16 298  | 11,32 | 7,88          | 7      | 4             |
|                           | Terre et justice                                 | 14 400  | 10,00 | 2,59          | 9      | 2             |
|                           | Union des partis modérés                         | 11 043  | 7,67  | 2,06          | 5      | 1             |
|                           | Parti national unifié                            | 5 377   | 3,73  | 1,75          | 4      | en stagnation |
|                           | Confédération verte                              | 3 623   | 2,52  | en stagnation | 1      | 1             |
|                           | Parti du développement rural                     | 3 600   | 2,50  | Nv            | 2      | 2             |
|                           | Mouvement libéral                                | 3 147   | 2,19  | Nv            | 1      | 1             |
|                           | Nagriamel                                        | 2 980   | 2,07  | 1,58          | 1      | 2             |
|                           | Parti travailliste                               | 2 866   | 1,99  | 0,42          | 0      | 1             |
|                           | Groupe Iauko                                     | 2 847   | 1,97  | 2,43          | 2      | 2             |
|                           | Parti progressiste populaire                     | 2 664   | 1,85  | 2,99          | 1      | en stagnation |
|                           | Parti pour le Vanuatu d'abord                    | 2 112   | 1,46  | Nv            | 1      | 1             |
|                           | Parti du développement national                  | 2 102   | 1,46  | 2,91          | 1      | 1             |
|                           | Parti populaire pour l'unité et le développement | 1 870   | 1,30  | Nv            | 1      | 1             |
|                           | Mouvement d'autonomie culturelle de Vanuatu      | 1 637   | 1,14  | Nv            | 1      | 1             |
|                           | Nouveau parti national                           | 1 537   | 1,07  | Nv            | 0      | en stagnation |
|                           | Vemarana                                         | 1 506   | 1,05  | 0,78          | 1      | 1             |
|                           | Mouvement coutumier ngwasoanda                   | 1 300   | 0,90  | Nv            | 1      | 1             |
|                           | Mouvement de transformation de l'Océanie         | 1 252   | 0,87  | Nv            | 0      | en stagnation |
|                           | Parti du peuple                                  | 1 232   | 0,86  | Nv            | 0      | en stagnation |
|                           | Mouvement communautaire de Vanuatu               | 1 028   | 0,71  | Nv            | 0      | en stagnation |
|                           | Parti fraternel mélanésien                       | 996     | 0,69  | 0,61          | 0      | 1             |
|                           | Parti Kio koe                                    | 958     | 0,67  | Nv            | 0      | en stagnation |
|                           | Parti pour le développement progressif           | 825     | 0,57  | 0,04          | 1      | 1             |
|                           | Upi Nafzan                                       | 729     | 0,51  | Nv            | 0      | en stagnation |
|                           | Parti des services populaires                    | 700     | 0,49  | 0,42          | 0      | 1             |
|                           | Alliance populaire pour le changement            | 602     | 0,42  | Nv            | 0      | en stagnation |
|                           | Parti natatok démocrate populaire et autochtone  | 593     | 0,41  | 2,26          | 0      | 1             |
|                           | Parti républicain progressiste des fermiers      | 512     | 0,36  | 0,05          | 0      | en stagnation |
|                           | Parti démocrate populaire                        | 505     | 0,35  | Nv            | 0      | en stagnation |
|                           | Parti national                                   | 448     | 0,31  | 0,83          | 0      | en stagnation |
|                           | Imaim                                            | 442     | 0,31  | Nv            | 0      | en stagnation |
|                           | Parti UCVP                                       | 436     | 0,30  | Nv            | 0      | en stagnation |
|                           | Antai tagaro                                     | 386     | 0,27  | Nv            | 0      | en stagnation |
|                           | Parti progressiste mélanésien                    | 327     | 0,23  | 0,65          | 0      | en stagnation |
|                           | Mouvement uni pour les Vanuatais                 | 315     | 0,22  | Nv            | 0      | en stagnation |
|                           | Parti présidentiel                               | 294     | 0,20  | 3,54          | 0      | 1             |
|                           | Nodaru Masan                                     | 104     | 0,07  | Nv            | 0      | en stagnation |
|                           | Autres partis                                    | 415     | 0,28  | -             | 0      | -             |
|                           | Indépendants                                     | 14 546  | 10,10 | 8,39          | 0      | 8             |
|                           |                                                  |         |       |               |        |               |
| Votes valides             | Votes valides                                    | 144 003 | 99,27 |               |        |               |
| Votes blancs et invalides | Votes blancs et invalides                        | 1 061   | 0,73  |               |        |               |
| Total                     | Total                                            | 145 064 | 100   | -             | 52     | en stagnation |
| Abstention                | Abstention                                       | 133 893 | 48,00 |               |        |               |
| Inscrits / participation  | Inscrits / participation                         | 278 957 | 52,00 |               |        |               |

### Candidats élus par parti
| Partis | Partis                                           | Élus |
| ------ | ------------------------------------------------ | --- |
|        | Terre et justice                                 | Ephraim Boe Edmond Julun Alfred Maoh Andrew Napuat Ralph Regenvanu John Salong John Sala Danny Silas Gillion William |
|        | Vanua'aku Pati                                   | Johnny Koanapo Bob Loughman Edward Molou Kenneth Natapei John Ruben Esmon Saimon Rasu Wesley                         |
|        | Mouvement de réunification pour le changement    | Francois Batick Marcellino Barthelemy Jack Norris Kalmet Marco Mahe Charlot Salwai Seoule Simeon Ulrich Sumptoh      |
|        | Union des partis modérés                         | Harry Anthony Ishmael Kalsakau Robin Kapapa Nako Natuman Kalo Willie                                                 |
|        | Parti des dirigeants                             | Gracia Chadrack Bakoa Kaltongga Jotham Napat Matai Nawalu Andy Sam                                                   |
|        | Parti national unifié                            | Sanick Asang Bruno Leingkone John Qetu Silas Bule                                                                    |
|        | Parti du développement rural                     | Marc Melsul Jay Ngwele                                                                                               |
|        | Groupe Iauko                                     | Marc Ati Xavier Emmanuel                                                                                             |
|        | Confédération verte                              | Willie Pakoa |
|        | Nagriamel                                        | Leonard Pikioune |
|        | Parti progressiste populaire                     | Lulu Sakaes |
|        | Mouvement ngwasoanda pour la coutume             | Ian Toakalana Tarimalakesa Wilson                                                                                    |
|        | Parti pour le Vanuatu d'abord                    | Hymak Anatole |
|        | Vemarana                                         | Stevens Nano |
|        | Parti populaire pour l'unité et le développement | James Bule |
|        | Mouvement libéral                                | Gaetan Pikioune |
|        | Parti pour le développement progressif           | John Roy Niel |
|        | Parti populaire pour le développement national   | Christopher Emelee                                                                                                   |
|        | Mouvement d'autonomie culturelle de Vanuatu      | Samson Samsen |

### Résultats par circonscription
Les résultats sont les suivants, :
Ambae : 3 députés
| Député sortant | Député sortant     | Parti du sortant | Sortant se représente ?            | Élu | Élu        | Parti de l'élu |
| -------------- | ------------------ | ---------------- | ---------------------------------- | --- | ---------- | -------------- |
|                | Jacob Matanangwele | Nagriamel        | oui                                |     | James Bule | PPUD           |
|                | Jay Ngwele         | PNU              | oui (mais sous l'étiquette du PDR) |     | Jay Ngwele | PDR            |
|                | Alickson Vira      | Natatok          | oui                                |     | John Qetu  | PNU            |

Ambrym : 2 députés
| Député sortant | Député sortant  | Parti du sortant | Sortant se représente ?           | Élu | Élu             | Parti de l'élu   |
| -------------- | --------------- | ---------------- | --------------------------------- | --- | --------------- | ---------------- |
|                | Albert Williams | Terre et justice | oui (mais sous l'étiquette du VP) |     | John Salong     | Terre et justice |
|                | Bruno Leingkone | PNU              | oui                               |     | Bruno Leingkone | PNU              |

îles Banks : 1 député 
| Député sortant | Député sortant | Parti du sortant | Sortant se représente ? | Élu | Élu         | Parti de l'élu   |
| -------------- | -------------- | ---------------- | ----------------------- | --- | ----------- | ---------------- |
|                | Jack Wona      | VNDP             | oui                     |     | Danny Silas | Terre et justice |

îles Torrès : 1 député
| Député sortant | Député sortant     | Parti du sortant | Sortant se représente ?            | Élu | Élu                | Parti de l'élu |
| -------------- | ------------------ | ---------------- | ---------------------------------- | --- | ------------------ | -------------- |
|                | Christopher Emelee | Parti national   | oui (mais sous l'étiquette du PDN) |     | Christopher Emelee | VNDP           |

Éfaté (hors Port-Vila) : 5 députés
| Député sortant | Député sortant     | Parti du sortant     | Sortant se représente ? | Élu | Élu                | Parti de l'élu       |
| -------------- | ------------------ | -------------------- | ----------------------- | --- | ------------------ | -------------------- |
|                | Jack Norris Kalmet | UPM                  | oui                     |     | Jack Norris Kalmet | UPM                  |
|                | Joshua Kalsakau    | Parti travailliste   | oui                     |     | Bakoa Kaltongga    | Parti des dirigeants |
|                | Gillion William    | Terre et justice     | oui                     |     | Gillion William    | Terre et Justice     |
|                | Edwin Kalorisu     | Parti des dirigeants | oui                     |     | Hymak Anatole      | Vanuatu d'abord      |
|                | siège créé         | siège créé           | siège créé              |     | John Ruben         | VP                   |

Épi : 2 députés
| Député sortant | Député sortant | Parti du sortant | Sortant se représente ?                  | Élu | Élu           | Parti de l'élu |
| -------------- | -------------- | ---------------- | ---------------------------------------- | --- | ------------- | -------------- |
|                | Isaac Daniel   | sans étiquette   | oui (mais sous l'étiquette du VP)        |     | John Roy Niel | PDP            |
|                | Seoule Simeon  | UPM              | oui (mais sous l'étiquette du parti MRC) |     | Seoule Simeon | MRC            |

Luganville : 2 députés
| Député sortant | Député sortant | Parti du sortant | Sortant se représente ?                             | Élu | Élu            | Parti de l'élu       |
| -------------- | -------------- | ---------------- | --------------------------------------------------- | --- | -------------- | -------------------- |
|                | Matai Seremiah | sans étiquette   | oui (mais sous l'étiquette du Parti des dirigeants) |     | Matai Seremiah | Parti des dirigeants |
|                | Marc Ati       | groupe Iauko     | oui                                                 |     | Marc Ati       | groupe Iauko         |

Maewo : 1 député
| Député sortant | Député sortant | Parti du sortant | Sortant se représente ?            | Élu | Élu        | Parti de l'élu |
| -------------- | -------------- | ---------------- | ---------------------------------- | --- | ---------- | -------------- |
|                | Ian Wilson     | sans étiquette   | oui (mais sous l'étiquette du MNC) |     | Ian Wilson | MNC            |

Malekula : 7 députés
| Député sortant | Député sortant       | Parti du sortant              | Sortant se représente ?                             | Élu | Élu                  | Parti de l'élu       |
| -------------- | -------------------- | ----------------------------- | --------------------------------------------------- | --- | -------------------- | -------------------- |
|                | Sato Kilman          | PPP                           | oui                                                 |     | Sanick Asang         | PNU                  |
|                | Esmon Saimon         | VP                            | oui                                                 |     | Esmon Saimon         | VP                   |
|                | John Sala            | Terre et justice              | oui                                                 |     | John Sala            | Terre et Justice     |
|                | Jérôme Ludvaune      | UPM                           | oui (mais sous l'étiquette du parti MRC)            |     | Edmond Julun         | Terre et justice     |
|                | Don Ken              | Parti des services populaires | oui                                                 |     | François Batick      | MRC                  |
|                | Marcelino Barthelemy | RMC                           | oui                                                 |     | Marcelino Barthelemy | MRC                  |
|                | Gracia Chadrack      | sans étiquette                | oui (mais sous l'étiquette du Parti des dirigeants) |     | Gracia Chadrack      | Parti des dirigeants |

Malo et Aore : 1 député
| Député sortant | Député sortant | Parti du sortant | Sortant se représente ? | Élu | Élu         | Parti de l'élu |
| -------------- | -------------- | ---------------- | ----------------------- | --- | ----------- | -------------- |
|                | Uri Warawara   | Terre et justice | oui                     |     | Rasu Wesley | VP             |

Paama : 1 député
| Député sortant | Député sortant    | Parti du sortant | Sortant se représente ?                           | Élu | Élu          | Parti de l'élu       |
| -------------- | ----------------- | ---------------- | ------------------------------------------------- | --- | ------------ | -------------------- |
|                | Fred William Taso | Terre et justice | oui (mais sous l'étiquette du Parti travailliste) |     | Andy Job Sam | Parti des dirigeants |

Pentecôte : 4 députés
| Député sortant | Député sortant | Parti du sortant | Sortant se représente ? | Élu | Élu            | Parti de l'élu   |
| -------------- | -------------- | ---------------- | ----------------------- | --- | -------------- | ---------------- |
|                | Ham Lini       | PNU              | oui                     |     | Marc Melsul    | PDR              |
|                | Charlot Salwai | MRC              | oui                     |     | Charlot Salwai | MRC              |
|                | Sailas Bule    | PNU              | oui                     |     | Sailas Bule    | PNU              |
|                | François Chani | PNU              | oui                     |     | Ephraim Boe    | Terre et Justice |

Port-Vila : 5 députés
| Député sortant | Député sortant    | Parti du sortant | Sortant se représente ?                           | Élu | Élu                 | Parti de l'élu   |
| -------------- | ----------------- | ---------------- | ------------------------------------------------- | --- | ------------------- | ---------------- |
|                | Ralph Regenvanu   | Terre et Justice | oui                                               |     | Ralph Regenvanu     | Terre et Justice |
|                | Kenneth Natapei   | VP               | oui                                               |     | Kenneth Natapei     | VP               |
|                | Ishmael Kalsakau  | UPM              | oui                                               |     | Ishmael Kalsakau    | UPM              |
|                | Kalo Seule        | Vert             | oui (mais sans étiquette)                         |     | Ulrich Sumptoh      | MRC              |
|                | Jean-Pierre Nirua | sans étiquette   | oui (mais sous l'étiquette du MRC)                |     | Anthony Harry Iauko | UPM              |
|                | Ephraim Kalsakau  | sans étiquette   | oui (mais sous l'étiquette du Parti travailliste) |     | siège aboli         | siège aboli      |

Santo : 7 députés
| Député sortant | Député sortant  | Parti du sortant              | Sortant se représente ?                                                    | Élu | Élu              | Parti de l'élu                              |
| -------------- | --------------- | ----------------------------- | -------------------------------------------------------------------------- | --- | ---------------- | ------------------------------------------- |
|                | Samson Samsen   | Parti présidentiel de Vanuatu | oui (mais sous l'étiquette du Mouvement d'autonomie culturelle de Vanuatu) |     | Samson Samsen    | Mouvement d'autonomie culturelle de Vanuatu |
|                | Rick Mahe       | MRC                           | oui                                                                        |     | Rick Mahe        | MRC                                         |
|                | Ronald Warsal   | VP                            | oui                                                                        |     | Stevens Nano     | Vemarana                                    |
|                | Gaetan Pikioune | Nagriamel                     | oui (mais sous l'étiquette du Mouvement libéral)                           |     | Gaetan Pikioune  | Mouvement libéral                           |
|                | Edwin Amblus    | PFM                           | oui                                                                        |     | Leonard Pikioune | Nagriamel                                   |
|                | Alfred Maoh     | Terre et Justice              | oui                                                                        |     | Alfred Maoh      | Terre et Justice                            |
|                | Hosea Nevu      | groupe Iauko                  | oui (mais sous l'étiquette de l'UPM)                                       |     | Lulu Sakaes      | PPP                                         |

Shepherds : 1 député
| Député sortant | Député sortant    | Parti du sortant | Sortant se représente ? | Élu | Élu          | Parti de l'élu |
| -------------- | ----------------- | ---------------- | ----------------------- | --- | ------------ | -------------- |
|                | Toara Daniel Kalo | Vert             | non                     |     | Willie Pakoa | Vert           |

îles du sud : 1 député
| Député sortant | Député sortant | Parti du sortant | Sortant se représente ? | Élu | Élu          | Parti de l'élu |
| -------------- | -------------- | ---------------- | ----------------------- | --- | ------------ | -------------- |
|                | Tomker Naling  | UPM              | non                     |     | Edward Molou | VP             |

Tanna : 7 députés
| Député sortant | Député sortant        | Parti du sortant     | Sortant se représente ?            | Élu | Élu                   | Parti de l'élu       |
| -------------- | --------------------- | -------------------- | ---------------------------------- | --- | --------------------- | -------------------- |
|                | Nakou Natuman         | UPM                  | oui                                |     | Nakou Natuman         | UPM                  |
|                | Johnny Koanapou       | VP                   | oui                                |     | Johnny Koanapou       | VP                   |
|                | Jotham Napat          | Parti des dirigeants | oui                                |     | Jotham Napat          | Parti des dirigeants |
|                | Tom Noam              | sans étiquette       | oui (mais sous l'étiquette du PDR) |     | Xavier Harry Iauko    | groupe Iauko         |
|                | Bob Loughman          | VP                   | oui                                |     | Bob Loughman          | VP                   |
|                | Andrew Solomon Napuat | Terre et Justice     | oui                                |     | Andrew Solomon Napuat | Terre et Justice     |
|                | Joe Natuman           | VP                   | non (inéligible)                   |     | Robin Kapapa          | UPM                  |

Tongoa : 1 député
| Député sortant | Député sortant | Parti du sortant | Sortant se représente ? | Élu | Élu         | Parti de l'élu |
| -------------- | -------------- | ---------------- | ----------------------- | --- | ----------- | -------------- |
|                | Kalo Willie    | UPM              | oui                     |     | Kalo Willie | UPM            |

## Analyse et conséquences
Comme lors des précèdentes élections, celles de 2020 donnent lieu à un parlement particulièrement morcelé, près de vingt partis obtenant des sièges, dont onze n'en obtenant qu'un seul chacun. 
Le scrutin voit la victoire en termes de sièges des partis Terre et Justice, Vanua'aku Pati et du Mouvement de réunification pour le changement, qui obtiennent des résultats en hausse en termes de suffrages et de sièges. Bien qu'arrivé en tête des votes populaire, le Parti des dirigeants se positionne derrière eux en termes de sièges du fait du système électoral.  Le scrutin voit également la disparition des élus indépendants, qui totalisaient pourtant huit sièges en 2016.

### Formation d'un gouvernement
Durant le mois qui suit le scrutin, Ishmael Kalsakau, le chef de l'opposition sortante, négocie une coalition entre son Union des partis modérés (5 sièges), le Vanua'aku Pati (7 sièges), la Confédération verte (dont Willie Pakoa est désormais le seul député) et divers députés indépendants, c'est-à-dire seuls représentants respectifs de leurs micro-partis. Dans le même temps, forts de leurs bons résultats, le parti Terre et Justice (9 sièges), le Mouvement de réunification pour le changement (7 sièges), le Parti des dirigeants (5 sièges) et le Parti national unifié (4 sièges) signent un accord pour maintenir leur coalition du gouvernement sortant. Le Parlement siège le 20 avril pour élire le Premier ministre,.
Le Premier ministre Charlot Salwai s'écarte au profit de Ralph Regenvanu, le chef du parti Terre et Justice, qui est ainsi le candidat de la majorité sortante. Ishmael Kalsakau, le chef de l'opposition sortante, présente Bob Loughman -chef du Vanua'aku Pati- comme le candidat de son camp. Le Parlement élit Bob Loughman à la direction du gouvernement avec 31 voix contre 21. Gracia Shadrack, du Parti des dirigeants, est élu président du Parlement. Ralph Regenvanu devient chef de l'opposition parlementaire,.

## Changements ultérieurs
Le 3 février 2021, Charlot Salwai est condamné à deux ans et trois mois de prison avec sursis pour parjure, et perd de ce fait son siège de député.
Le 15 juin 2021, Gracia Shadrack démissionne de la présidence du Parlement. Seule Simeon (précédemment président du Parlement de septembre 2019 à avril 2020) est élu pour lui succéder, recevant 32 voix de députés contre 16 pour le candidat de l'opposition Ephraim Boereve. À cet effet, Seule Simeon quitte son poste de ministre de l'Éducation.
Le 28 décembre 2021, John Sala, député de Malekula pour le parti Terre et Justice, meurt d'une insuffisance rénale chronique.